# تازه ران
طازران، روستایی از توابع بخش جاپلق شهرستان ازنا در استان لرستان ایران است
روستای طازران در فاصله ۲۲ کیلومتری از شهرستان ازنا و در دامنه کوه زیبای مهسران قرار دارد برای رفتن به روستا باید از ازنا و در مسیر جاده جدید ازنا به اراک حرکت و پس از طی مسافتی حدودا ۱۰ کیلومتری پس از رسیدن به روستای مرزیان و عبور از این روستا و روستای فین به طازران خواهید رسید. طازران یعنی محلی که سگ های شکاری با تام طازی را میرانند.  
همچنین مردم این روستا در لفظ محلی به تازران ، تازی ران میگویند. تازی به زبان فارسی به معنی قوم عرب و ران معنی راندن میدهد. بنا بر بعضی گفته ها بعلت اینکه در زمان قرون اولیه اسلامی اعراب از این منطقه رانده شده اند ، معنی تازی ران یعنی راندن عرب ها و این نام بر روی این منطقه مانده است.  
شغل اصلی مردم روستا کشاورزی و دامداری می‌باشد که اغلب زمینه‌ای کشاورزی به علت نامسطح بودن بصورت دیم کشت می‌شود که‌ کشت گندم در صدر محصولات کشاورزی قرار دارد  
روستا دارای امامزادگان زید و قاسم از نوادگان امام محمد باقر می‌باشد که‌مورد احترام مردم روستا است .  
آب شرب این روستا از ترکیب چندین قنات ‌و چشمه تامین میگردد که زیرساخت این‌نمونه قنات‌ها بسیار جالب می‌باشد  
این روستا دین  خود را به کشور عزیز ایران با دادن چندین شهید  والا مقام (شهیدان قاسمعلی و محمد حسن افراسیابی و شهیدان سید محمد و سید مهدی  موسوی و شهیدان علی اصغر و قدرت الله بیات ) ادا نموده است . 
گویش مردم این روستا لری گاپله‌ای می‌باشد 
از جمله مراسم‌های مذهبی این روستا که در منطقه ازنا زبان‌زد و معروف می‌باشد تعزیه خوانی می‌باشد که دارای قدمتی تقریبا ۱۵۰ ساله می‌باشد که هر سال در ایام محرم توسط افراد روستا برگزار می‌شود که مخاطبان بسیاری را از شهرهای دور و نزدیک به این روستا می‌کشاند . 
معماری روستا تلفیقی از دیوارهای سنگی و سقف‌های تیر چوبی و کاه‌گل می‌باشد که چشم هر بیننده‌ای را مجذوب خود می‌کند 
روستا دارای باغات گردو و تاکستان‌های زیبا می‌باشد که بهترین زمان برای سفر و لذت بردن از هوای‌ پاک روستا اواخر اردیبهشت تا اواخر مهرماه می‌باشد البته به علت کوهستانی بودن احساس واقعی ۴ فصل بودن را شما به وضوح می‌توانید ببینید‌که زمستان و پاییز این روستا نیز بسیار زیبا می‌باشد که بیشه یکی از زیبا ترین بخش های ان است   
از خانواده های این روستا می‌توان مولی، افشار ، بیات ، کاشی ، افراسیابی ، هاشمی ، جعفری، ذلقی ، تسلیمی ، ملا باقری ، حیدری ، موسوی ، تونی ، میرزایی ، خان بابایی ، خوانساری ، پولادوند ، لک و صوفی و استرکی و اکبری نظری نام برد . از بزرگان این روستا میتوان به آقای حسین افشار اشاره نمود.
این روستا از شمال به روستای ایونده، از جنوب به روستای بابادینه، و از غرب به روستای فین و فرزیان و مرزیان ارتباط دارد.

## جمعیت
این روستا در دهستان جاپلق شرقی قرار دارد و براساس سرشماری مرکز آمار ایران در سال ۱۳۹۵، جمعیت آن ۱۸۸ نفر (۵۵ خانوار) بوده‌است.